# Nemopalpus moralesi
Nemopalpus moralesi är en tvåvingeart som beskrevs av Leon 1950. Nemopalpus moralesi ingår i släktet Nemopalpus och familjen fjärilsmyggor.
Artens utbredningsområde är Guatemala. Inga underarter finns listade i Catalogue of Life.